# Wondjina

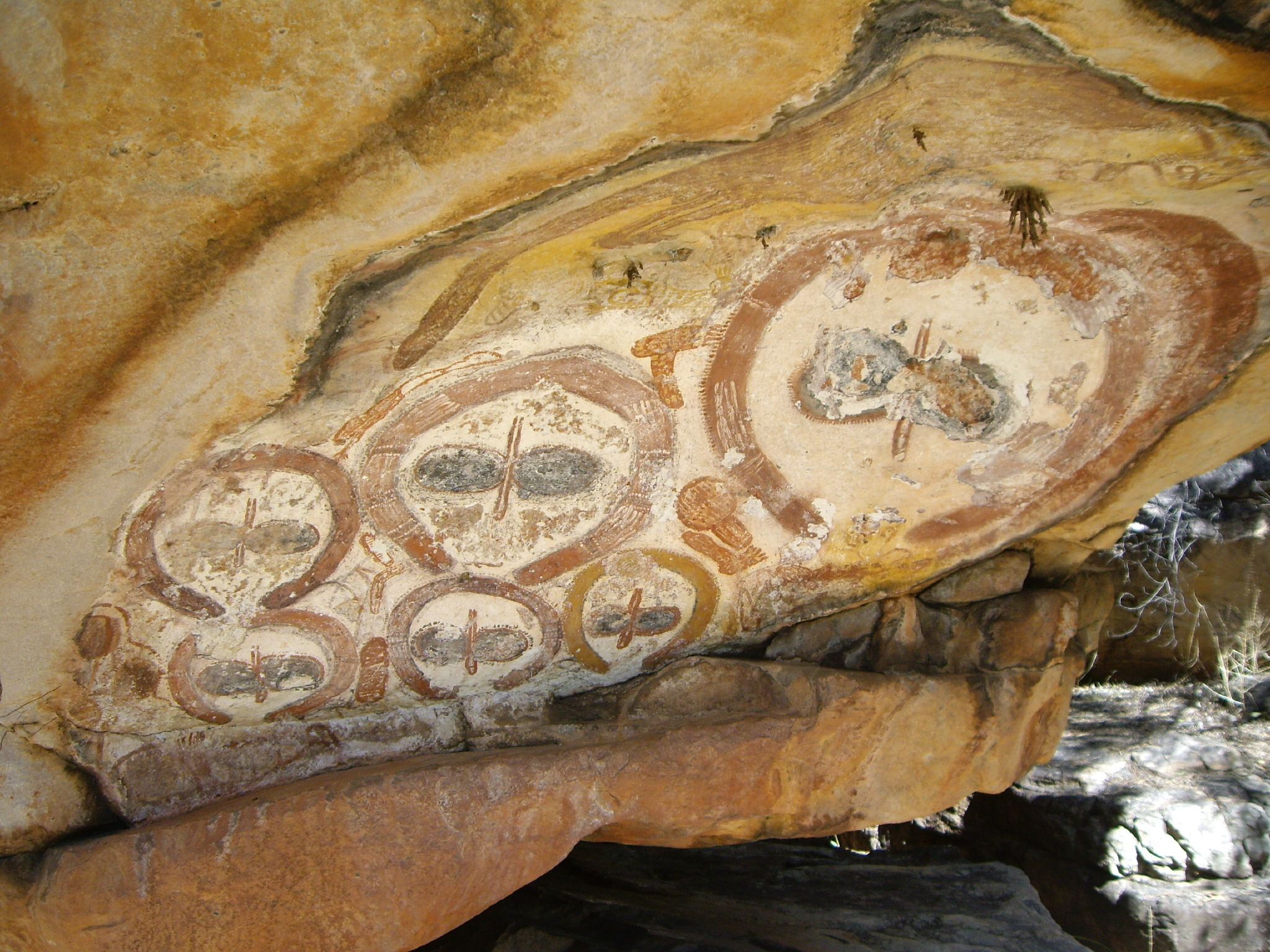
Peinture rupestre dans le style wondjina au-dessus de la Barnett River (nord de l'Australie-Occidentale).

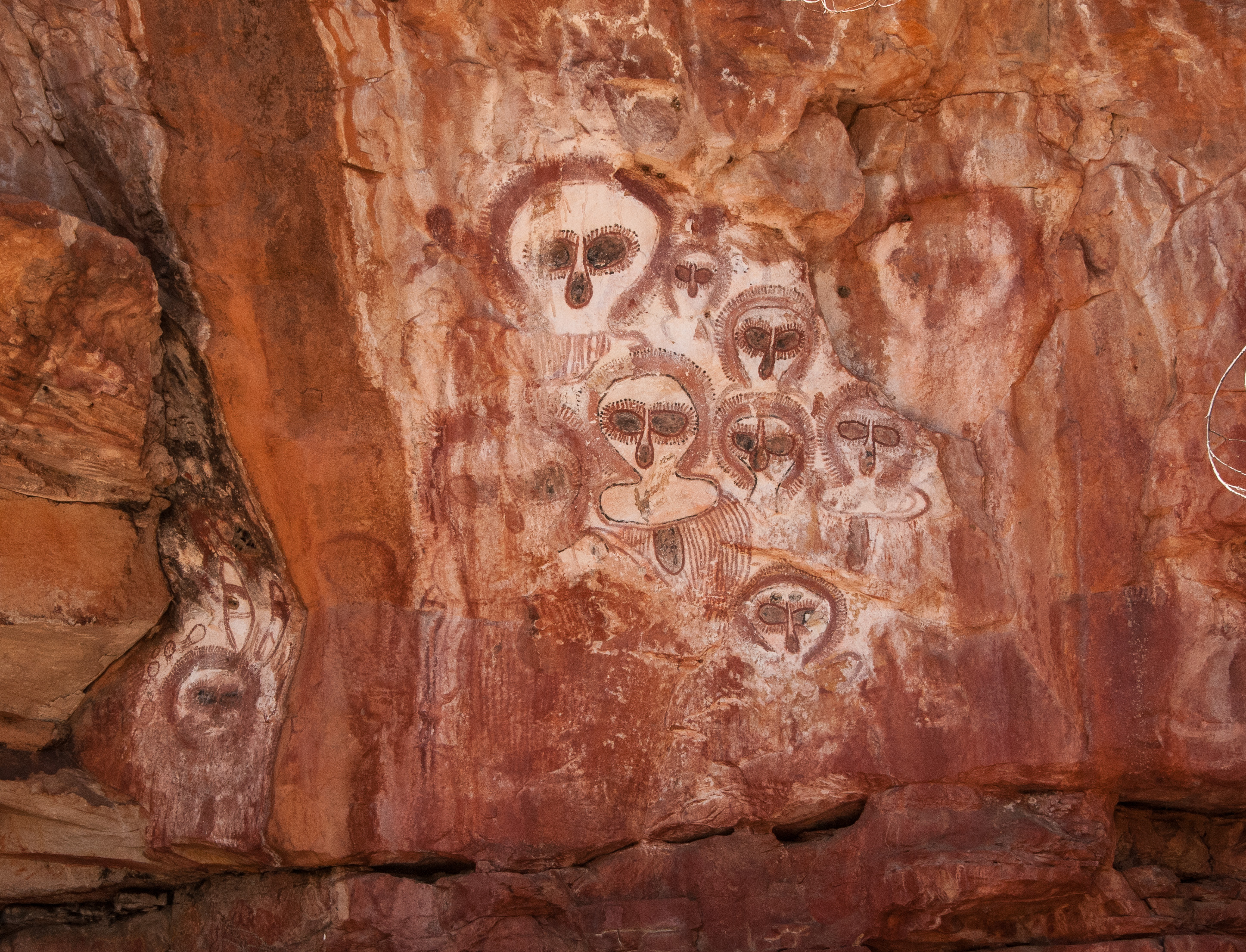
Peinture rupestre dans le style wondjina au-dessus de la Barnett River (nord de l'Australie-Occidentale).

Le terme « Wandjina », aussi appelé « Wondjina », désigne des peintures qui représentent des divinités aborigènes. Elles sont inspirées de la mythologie du temps du rêve des ancêtres spirituels de la région Kimberley en Australie. Wandjina se traduit littéralement par « proche de l'eau ».

## Histoire et localisation
Les peintures Wandjina ont été trouvées dans la région montagneuse du West Kimberley au Nord-Ouest de l’Australie. L’explorateur Sir George Gray les découvre pour la première fois en 1838. Il est le premier Européen à les apercevoir dans plusieurs grottes du site. Il entame une étude afin de comprendre et de déchiffrer la signification des peintures.
Ces représentations aborigènes font partie d’un mouvement de peinture considéré comme l’un des plus anciens. On les date d'environ 4 000 ans. Elles se situent principalement sur le territoire des tribus Worrorra, Ngarrindjeri et Wunambal : des sociétés de cultures et de langues similaires vivant de chasse et de cueillette. Des peintures semblables se trouvent également dans l’ancien territoire des Unggumi : une tribu éteinte dont la culture et la langue sont similaires aux trois précédentes.
Ces peintures ont pour fonction de marquer l’interdépendance reconnue des différents clans. Cependant, chaque peuple aborigène d'Australie du nord possède sa propre représentation des esprits Wandjinas.

## Organisation des peuples aborigènes
Les différentes tribus aborigènes se distinguent par des pierres peintes au niveau de l’entrée de leurs grottes, mais surtout par leur représentation Wandjina. Chaque grotte porte un nom, tout comme chaque clan aborigène qui y habite.
Dans chaque tribu, seul un artiste aborigène formé et initié a le droit de représenter le Wandjina de son clan. Ces peintures sont régulièrement entretenues et repeintes selon des rituels afin de préserver les pouvoirs qu'elles contiennent.
Les grottes qui possèdent des peintures servent de lieu de rassemblement et d’union pour le clan lors de cérémonie qui renforce sa solidarité. Ces rassemblements réunissent également des hommes de différents clans qui coopèrent entre eux. Ces hommes se regroupent pour des activités comme la chasse commune, car c’est une période de l’année où beaucoup d'aborigènes vont dans d’autres tribus pour retrouver leurs familles.

## Représentation et signification
Certaines croyances par rapport aux Wandjinas sont propres à la communauté de Mowanjum. Ces croyances aborigènes ne renvoient en rien aux représentations divines d'autres religions.
Les Wandjinas sont représentés seuls ou en groupes et peuvent mesurer plusieurs mètres de haut pour les plus grandes peintures. Chaque représentation de Wandjina porte un nom, tout comme le site sur lequel elle se trouve. On les observe surtout sur les parois des grottes mais d'autres supports sont aussi utilisés comme des écorces.
Les peintures de ces esprits sont majoritairement de forme humaine mais n'ont pas de bouche. Les auteurs décrivant leur apparence les comparent parfois à des fantômes ou des chouettes car leur corps est clair et leurs grands yeux sont ronds et noirs. Leur forme arrondie renvoie à l'eau à laquelle les esprits sont associés. Les auréoles qui entourent leur visage représentent leur chevelure ou les nuages. Les marques blanches qui couvrent leurs corps représentent la pluie. Ils sont décrits comme des êtres surhumains (hommes ou femmes) dont le séjour est souterrain. Ils possèderaient le pouvoir de donner la vie et sont associés à la fécondité et aux "enfants esprits". La racine Win/Wan/Wun, très répandue en Australie et en particulier en Tasmanie , signifie eau : Wandjina se traduit donc littéralement par « proche de l'eau ».

## Mythes et légendes
Selon la légende, Walaganda, l'un des Wandjinas, devint la Voie lactée[réf. nécessaire]. Les Wandjinas auraient été engendrés par Ungud (le Serpent arc-en-ciel) pour continuer la création du monde qu'il avait initié pendant le Temps du Rêve[réf. nécessaire].
"L'image du Wandjina est devenue le prototype humain, et sur le modèle de ce prototype, Wandjina a créé tous les êtres humains". Un Wandjina aurait placé son reflet dans l'eau et s'en serait inspiré pour créer les hommes. Associés à la pluie, les esprits Wandjina contrôleraient les éléments et les utiliseraient pour punir les hommes s'ils se sentaient offensés.

## Actualité et postérité autour des peintures Wandjina
Les Wandjina sont une source d'inspiration pour plusieurs artistes contemporains. Ils continuent encore aujourd'hui de représenter ces figures emblématiques. C'est le cas de la famille Karedada , considérée comme chef de file de la tradition Wandjina dont les images incarnent l'histoire de leurs créations. Charlie Numbulmoore est aussi connu pour avoir peint plusieurs tableaux et les avoir vendus aux enchères. Leur but est de faire connaître cette culture et de montrer son influence.
Des peintures représentant cet art sont également exposées dans des musées à travers le monde afin d'être connues du grand public, notamment dans Les Musées du Vatican à Rome et au Musée d'Art Contemporain, Les Abattoirs à Toulouse, dans le cadre d'une exposition sur le Temps des rêves.
Les peintures pariétales contemporaines sont principalement réalisées sur toile et cela leur permet d'être conservées plus longtemps. Elles ne sont pas conservées de la même manière qu'en Occident .